# Hortes (Girona)
Hortes o les hortes de Santa Eugènia de Ter és una entitat de població i sector del municipi català de Girona, situada a l'oest de la ciutat, entre la riba esquerra del riu Ter i l'antic municipi de Santa Eugènia de Ter, que actualment és un districte de la ciutat. Per la seva proximitat al riu Ter tenen un valor ecològic que ha causat que hagin estat objecte d'un pla especial de protecció i adequació redactat als anys 2005-2006. L'any 2005 tenia 9 habitants.